# Lytreia
Lytreia is een geslacht van neteldieren uit de klasse van de Anthozoa (bloemdieren).

## Soort
- Lytreia plana (Deichmann, 1936)